# New Xanagas
New Xanagas är en ort (village) i distriktet Ghanzi i västra Botswana. 